# ダビド・ラヤ
- ダビド・ラーヤ
- ダビド・ラジャ

ダビド・ラヤ・マルティン（David Raya Martín, 1995年9月15日 - ）は、スペイン・カタルーニャ州バルセロナ県バルセロナ出身のサッカー選手。プレミアリーグ・アーセナルFC所属。スペイン代表。ポジションはGK。
他にも『ダビド・ラーヤ』や『ダビド・ラジャ』といった表記もある。

## クラブ経歴
UEコルネジャのカンテラから、2012年にブラックバーン・ローヴァーズFCと契約。2014年2月にトップチームに昇格し、2014-15シーズン開幕前にナショナルリーグ（5部リーグ）のサウスポートFCへのローン移籍が発表。9月20日のマクルズフィールド・タウンFC戦でプロデビュー。2015年1月にブラックバーンに復帰。以降はジェイソン・スティールの控えGKに定着。2017年夏にスティールがブライトンに移籍したのに伴い正GKに抜擢。2017-18シーズンはフットボールリーグ1（3部リーグ）で45試合でゴールマウスを守り、リーグ2位に導き、1年でのEFLチャンピオンシップ（2部リーグ）復帰に貢献。続く2018-19シーズンも41試合に先発し、15位で終え2部リーグ残留に導いた。
2019年7月6日、ブレントフォードFCと4年契約を締結。加入1年目から正GKを任され、2019-20シーズンは2部リーグで49試合で先発。チームは3位に入り、昇格プレーオフに進出。準決勝でスウォンジー・シティAFCを退けたものの、決勝戦のフラムFC戦は、ラヤの痛恨のミスもあり1-2で敗れ、プレミアリーグ昇格を逃してしまった。プレーオフ敗退後にはアーセナルFCがラヤの獲得を検討していたものの、最終的にブレントフォード残留を決断。続く2020-21シーズンも2部で3位に入り、プレーオフではAFCボーンマスとスウォンジーを退け、74年振りのトップリーグ復帰に導いた。
2023年8月15日、アーセナルFCへ買取オプション付きのローン移籍することが公式発表された。背番号は22番を着用する。加入当初はアーロン・ラムズデールの控えにとどまるも、第5節アストン・ヴィラ戦で加入後初出場を果たすと、以降はレギュラーに定着。チャンピオンズリーグラウンド16ポルト戦では、PK戦までもつれ込む激戦となったが、2本のPKをストップし勝利に貢献した。2023-24シーズンのリーグ戦でクリーンシート数16回を達成しアーセナル選手としては3人目となるプレミアリーグ・ゴールデングローブを受賞した。
2024年7月4日、アーセナルが買取オプションを行使して完全移籍することが公式発表された。同年8月20日、23-24シーズンのPFA年間ベストイレブンに選出された。チームメイトのウーデゴール、ライス、ガブリエウ、サリバもともに選出されており無敗優勝時代に次ぐ多さでアーセナルから5人の選出となった。
プレミアリーグ24-25シーズン第1節ウルヴァーハンプトン戦でヨルゲン・ストランド・ラーセンの至近距離からの強烈なヘディングに逆側にステップを踏んでいたが手を伸ばしてファインセーブを見せた。さらに、第2節アストン・ヴィラ戦では相手のミドルシュートがガブリエウに当たりループシュート気味になったところをすぐに体勢を変えて飛び上がって防ごうとしたもののボールはバーに当たり跳ね返った。着地で体勢を崩していたところをすぐさまこぼれ球に反応したオリー・ワトキンスが至近距離からヘディングシュートを放ったがこれを倒れた状態から飛び上がって止めてみせた。開幕から2戦連続で決定的なシュートセーブを見せチームを救ったがこのセーブの双方が8月のプレミアリーグ月間最優秀セーブにノミネートされ6つの候補にラヤのセーブが2つ含まれることとなった。そして、同年9月13日、アストン・ヴィラ戦のセーブが8月のプレミアリーグ月間最優秀セーブに選出された。第28節マンチェスター・ユナイテッドFC戦でブルーノ・フェルナンデスの至近距離からの強烈なシュートをセーブするとボールは真上に弾かれたがゴール方向にバウンドしていき、さらに相手選手が押し込もうと詰めてきている中で素早く体勢を立て直してゴールライン上でボールを掻き出しギリギリでゴールを防いだ。これが3月のプレミアリーグ月間最優秀セーブに選出され同シーズンで2度目の獲得となった。24-25シーズンはリーグ戦で13回のクリーンシートを達成しノッティンガム・フォレストFCのマッツ・セルスと同時受賞で2シーズン連続となるプレミアリーグ・ゴールデングローブを獲得した。

## 代表経歴
2022年3月26日、アルバニア代表との親善試合にて、先発フル出場をしてスペイン代表デビューを果たした。
2022年11月11日、2022 FIFAワールドカップに臨むメンバーの1人に選ばれた。
2024年6月7日、UEFA EURO 2024のメンバーに選出された。同大会は第2GKとして参加し、グループステージ第3戦のアルバニア戦に先発出場。好セーブで無失点に抑え、その後のチームの全勝優勝に貢献した。

## 代表歴

### 出場大会
- スペイン代表
  - 2022 FIFAワールドカップ

### 試合数
- 国際Aマッチ 3試合 0得点（2022年-）[19]

| スペイン代表 | 国際Aマッチ | 国際Aマッチ |
| 年           | 出場        | 得点        |
| ------------ | ----------- | ----------- |
| 2022         | 2           | 0           |
| 2023         | 1           | 0           |
| 2024         |             |             |
| 通算         | 3           | 0           |

## タイトル
スペイン代表
- UEFAネーションズリーグ: 2022-23
- UEFA欧州選手権：2024

### 個人
- プレミアリーグ・ゴールデングローブ: 2回（2023-24,2024-25）
- PFA年間ベストイレブン: 1回 (2023-24)
- プレミアリーグ月間最優秀セーブ：2回（2024年8月,2025年3月）